# Apoyatura

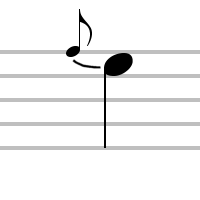
Figura 1. Apoyatura.

La apoyatura en música es un signo que se conoce como ornamento musical. También es denominada apoyatura larga en contraposición a la apoyatura.
Una apoyatura musical, conforme a Souriau, supone el hecho de esquivar la nota que vendría exigida por la estructura melódico-armónica y en vez de interpretarla inmediatamente, se llega a ella de forma indirecta, aún a riesgo de producir una disonancia.
El término proviene del verbo italiano appoggiare que significa «apoyar».

## Representación gráfica
En las partituras y partichelas, al igual que la acciaccatura, aparece representada mediante una o varias notas de tamaño reducido que se dibujan delante o detrás de la nota principal presentada en tamaño convencional (ver Figura 1). Por lo general, la apoyatura adoptará la forma de una pequeña corchea. Puede ser anotada siguiendo el procedimiento que acabamos de comentar, es decir, como ornamento o bien escribiendo su ejecución en notación normal.

Figura 2. Notación de la apoyatura.

## Usos y efectos
Se trata de una nota que no pertenece al acorde. Normalmente da lugar a una disonancia con respecto a la armonía predominante que inmediatamente después se resuelve por grados conjuntos en el siguiente tiempo débil.
Suele implicar que la nota de adorno está un tono o semitono por encima o por debajo de la nota principal. A menudo se emplea la nota natural que sigue a la nota principal en la escala diatónica, aunque no hay reglas estrictas al respecto. Igualmente existen las apoyaturas de varias notas que se pueden colocar de manera más libre.
La apoyatura, a diferencia de la acciaccatura, forma parte de la melodía y toma su duración de la nota a la que precede o nota principal. Si bien dicho valor puede variar en función del contexto en que se encuentre:
- Cuando la nota principal es divisible por dos sustraerá la mitad de su valor.
- Si la nota principal es divisible por tres, la apoyatura le restaría dos terceras partes de su duración.
- En el caso de que la nota principal esté ligada a otra, la apoyatura tomará el valor de la más larga de las dos.[8]

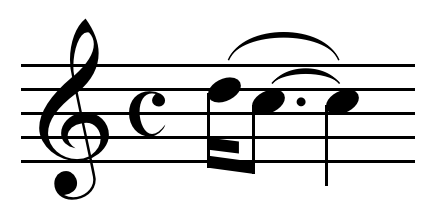
Figura 3. Interpretación de la apoyatura.

En la ejecución no se suele acentuar la nota principal. No obstante, es fundamental conocer a qué época pertenece la pieza ya que su ejecución puede variar.  La apoyatura es un ornamento que da como resultado una interpretación más estética de una obra musical. En el Barroco era habitual que la música se interpretase en el clavecín, que era un instrumento que no permitía aportar ninguna clase de matices. De ahí surgió la necesidad de adornar las melodías de la época para dotar de variedad y estética a las composiciones. 
Asimismo, este ornamento fue utilizado con frecuencia por los compositores del periodo clásico.
En la música barroca y del clasicismo así como en el período romántico temprano, en determinados contextos la apoyatura se daba por sentado incluso cuando no estaba anotada en la partitura. Esta circunstancia era particularmente frecuente en el recitativo.

### Tipos
Las apoyaturas pueden presentarse en uno de los tipos siguientes:
- Apoyatura breve o acciaccatura: se escribe con una corchea pequeña tachada antes de la nota principal. Para ampliar información sobre este tipo véase el artículo dedicado a la acciaccatura.[6]
- Apoyatura larga: se representa con una corchea pequeña sin tachar antes de la nota principal.
- Apoyatura doble: se representa con dos notas semicorcheas más pequeñas antes de la nota principal que pueden estar separadas entre sí por intervalos diversos.
- Apoyatura posterior: en este caso la apoyatura aparece tras la nota principal y reduce la duración de esta en su propio valor. También puede ser sencilla o doble.

Además, estas notas de adorno se pueden clasificar atendiendo a dos criterios:
- Ascendentes o descendentes, según sean respectivamente más graves o más agudas que la nota principal.
- De grado o de salto, según estén colocadas a una distancia de segunda de la nota principal o a distancia mayor.